# فيلا سبيلا
يقع كهف فيلا سبيلا (بالكرواتية: Vela Spila ،"Big Cave") فوق بلدة فيلا لوكا في جزيرة كركولا في كرواتيا على تل بينسكي ريت على إرتفاع 130 مترًا تقريبًا (430 قدمًا). يتكون الكهف من كهف بيضاوي الشكل يبلغ طوله 40 مترًا (130 قدمًا) وإرتفاعه 17 مترًا (56 قدمًا) وعرضه حوالي 40 مترًا (130 قدمًا). هناك، على غرار بريلنهولي في ألمانيا، وفتحتان في سقف الكهف نتجا عن الإنهيار في وقت غير محدد حتى الآن.
كان نيكولا أوستويك أول من وصف الكهف في الأدب الحديث. في عام 1856، كتب "Compendio Storico Dell Isola Di Curzola". مؤرخ محلي، مفوض متحف، وجامع آثار، زار الكهف في عام 1835. تم ذكر الكهف في قانون كوركولا في القرن الخامس عشر.